# Parasmittina macphersonae
Parasmittina macphersonae är en mossdjursart som beskrevs av Powell 1967. Parasmittina macphersonae ingår i släktet Parasmittina och familjen Smittinidae. Inga underarter finns listade i Catalogue of Life.